# Black Flag
Black Flag va ser una banda de música estatunidenca de punk rock, fundada l'any 1976 a Califòrnia principalment pel compositor, guitarrista, i posteriorment l'únic membre original Greg Ginn. El nom de la banda, que traduït seria bandera negra, és un dels símbols anarquistes.
Han estat reconeguts per molts músics influents i gent de l'escena punk americana com una de les bandes que va ajudar a definir i a donar-li forma a l'estil hardcore punk de final de la dècada de 1970, a causa dels seus ràpids acords i un estil vocal més agressiu que la majoria de les bandes punk de Los Angeles.
Han tingut diferents etapes musicals dins del que van durar com banda: en els seus principis sonaven com la típica banda punk de Califòrnia, després de la sortida de Keith Morris per formar Circle Jerks, la banda pren el so dur i un poc més veloç pel qual són reconeguts.

## Discografia

### Àlbums d'estudi
- Damaged (1981)
- Everything Went Black (1982)
- The First Four Years (1983)
- My War (1983)
- Slip It In (1984)
- Family Man (1984)
- Live '84 (1984)
- Loose Nut (1985)
- Process of Weeding Out (1985)
- In My Head (1985)
- Who's Got the 10½? (1986)
- Wasted...Again (1987)

### Senzills i EPs
- Nervous Breakdown (1978)
- Jealous Again (1980)
- Louie Louie (1981)
- Six Pack (1982)
- T.V. Party (1985)
- Minuteflag (1985)
- Annihilate This Week (1986)
- I Can See You (1989)